# Esa Lindell
Esa Lindell (* 23. Mai 1994 in Helsinki) ist ein finnischer Eishockeyspieler, der seit Mai 2014 bei den Dallas Stars aus der National Hockey League unter Vertrag steht. Mit der finnischen Nationalmannschaft gewann der Verteidiger bei der Weltmeisterschaft 2022 die Goldmedaille.

## Karriere
Lindell begann seine Karriere in Tikkurila, einem Stadtteil von Vantaa in der Nähe seiner Geburtsstadt Helsinki. Anschließend wechselte der Verteidiger in die Jugendabteilung von Jokerit, wo er mit der U16-Mannschaft zweimal die finnische Meisterschaft seiner Altersklasse gewann. Als 17-Jähriger spielte Lindell 2011/12 seine erste volle Saison für die U20-Mannschaft und führte die höchste finnische Juniorenliga, die Nuorten SM-liiga, als punktbester Verteidiger an. Er wurde daraufhin mit der Teemu-Selänne-Trophäe als bester Spieler der Saison ausgezeichnet. Im NHL Entry Draft 2012 wurde Lindell von den Dallas Stars in der dritten Runde an insgesamt 74. Position ausgewählt.
Nachdem er in der Saison 2012/13 sein Debüt für Jokerit in der SM-liiga gegeben hatte, unterzeichnete der Verteidiger im Mai 2014 einen Einstiegsvertrag über drei Jahre mit den Dallas Stars. Er verblieb allerdings zunächst in Finnland, wo er nach dem Übertritt von Jokerit in der KHL zu Porin Ässät wechselte. Dort war er mit durchschnittlich fast 25 Minuten Eiszeit pro Spiel der am häufigsten eingesetzte Spieler der Liga und schloss die Saison 2014/15 als punktbester Verteidiger ab. Auch seine 14 Tore waren Ligabestwert für einen Abwehrspieler. Schließlich wurde Lindell mit der Pekka-Rautakallio-Trophäe als bester Verteidiger der regulären Saison ausgezeichnet.
Zur Saison 2015/16 wechselte Lindell nach Nordamerika und spielt in seiner Debütsaison hauptsächlich für das Farmteam der Dallas Stars, die Texas Stars, in der American Hockey League. Am 19. Januar 2016 bestritt er gegen die Los Angeles Kings auch sein erstes Spiel in der National Hockey League (NHL). Im Laufe der folgenden Spielzeiten etablierte sich der Finne im NHL-Aufgebot der Stars und avancierte zugleich neben John Klingberg und seinem Landsmann Miro Heiskanen zu einem der besten Verteidiger des Teams. Demzufolge unterzeichnete er im Mai 2019 einen neuen Sechsjahresvertrag in Dallas, der ihm mit Beginn der Saison 2019/20 ein durchschnittliches Jahresgehalt von 5,8 Millionen US-Dollar einbringen soll.
Mit den Stars erreichte Lindell in den Playoffs 2020 das Endspiel um den Stanley Cup, unterlag dort jedoch den Tampa Bay Lightning mit 2:4.

### International
Lindell kam beim Europäischen Olympischen Jugendfestival 2011 in Liberec für die finnische U17-Auswahl zum Einsatz und gewann mit dieser die Silbermedaille. Bei der U18-Junioren-Weltmeisterschaft 2012 erreichte er mit Finnland den vierten Platz und war mit sechs Assists neben Teuvo Teräväinen und Henrik Haapala bester Vorlagengeber seiner Mannschaft.
Nachdem er die U19-Auswahl im Vorjahr als Mannschaftskapitän angeführt hatte, wurde Lindell auch für die U20-Junioren-Weltmeisterschaft 2014 nominiert. Er schloss das Turnier mit fünf Punkten aus sieben Spielen ab und verhalf Finnland damit zum Gewinn der Goldmedaille. Anschließend bestritt er in der Saison 2014/15 insgesamt 19 Einsätze für die Herren-Nationalmannschaft, unter anderem bei der Weltmeisterschaft 2015, bei der zu einem der drei besten Spieler im finnischen Kader gewählt wurde. Auch bei der folgenden WM 2016 war Lindell Teil des finnischen Aufgebots und gewann mit der Mannschaft die Silbermedaille. Zudem vertrat er sein Heimatland wenig später beim World Cup of Hockey 2016. Seinen nächsten internationalen Einsatz hatte der Abwehrspieler dann bei der Weltmeisterschaft 2022 und errang dort mit dem Team die Goldmedaille.

## Erfolge und Auszeichnungen
| - 2009 Finnischer C-Junioren-Meister mit Jokerit Helsinki - 2010 Finnischer C-Junioren-Meister mit Jokerit Helsinki - 2012 Bester Spieler der Nuorten SM-liiga - 2012 First All-Star Team der \|Nuorten SM-liiga | - 2015 Pekka-Rautakallio-Trophäe - 2015 Juha-Rantasila-Trophäe (gemeinsam mit Janne Niskala) - 2015 Liiga All-Star Team - 2016 Teilnahme am AHL All-Star Classic |

### International
- 2011 Silbermedaille beim Europäischen Olympischen Winter-Jugendfestival
- 2014 Goldmedaille bei der U20-Junioren-Weltmeisterschaft
- 2016 Silbermedaille bei der Weltmeisterschaft
- 2022 Goldmedaille bei der Weltmeisterschaft

## Karrierestatistik
Stand: Ende der Saison 2024/25

### International
Vertrat Finnland bei:
| - Europäisches Olympisches Winter-Jugendfestival 2011 - Ivan Hlinka Memorial Tournament 2011 - U18-Junioren-Weltmeisterschaft 2012 - U20-Junioren-Weltmeisterschaft 2014 - Weltmeisterschaft 2015 | - Weltmeisterschaft 2016 - World Cup of Hockey 2016 - Weltmeisterschaft 2022 - 4 Nations Face-Off 2025 |

(Legende zur Spielerstatistik: Sp oder GP = absolvierte Spiele; T oder G = erzielte Tore; V oder A = erzielte Assists; Pkt oder Pts = erzielte Scorerpunkte; SM oder PIM = erhaltene Strafminuten; +/− = Plus/Minus-Bilanz; PP = erzielte Überzahltore; SH = erzielte Unterzahltore; GW = erzielte Siegtore; 1 Play-downs/Relegation; Kursiv: Statistik nicht vollständig)